# Sotto il segno dello scorpione
Sotto il segno dello scorpione is een Italiaanse dramafilm uit 1969 onder regie van Paolo en Vittorio Taviani.

## Verhaal
Een groep jongemannen wordt gedwongen om hun eiland te verlaten door een vulkaanuitbarsting. Ze raken daarbij hun families kwijt. Ze komen aan op een ander eiland en treffen daar een boerengemeenschap aan. Omdat ook het andere eiland vulkanisch is, willen ze de eilandbewoners overhalen om samen met hen naar het vasteland te verhuizen. Ze zijn niet geïnteresseerd, totdat ook daar een uitbarsting plaatsvindt.

## Rolverdeling
| Acteur                | Personage          |
| --------------------- | ------------------ |
| Gian Maria Volonté    | Renno              |
| Lucia Bosè            | Glaia              |
| Giulio Brogi          | Rutolo             |
| Samy Pavel            | Tanelo             |
| Daniele Dublino       | Femio              |
| Giovanni Brusadori    |                    |
| Olimpia Carlisi       |                    |
| Massimo Castri        |                    |
| Franco Cataldi        |                    |
| Piera Degli Esposti   |                    |
| Laura De Marchi       |                    |
| Sergio De Vecchi      |                    |
| Giuliano Esperati     |                    |
| Milvia Deanna Frosini |                    |
| Stefano Guerrieri     |                    |
| Alessandro Haber      |                    |
| Saro Liotta           |                    |
| Biagio Pelligra       |                    |
| Antonio Piovanelli    |                    |
| Maggiorino Porta      |                    |
| Vito Rocca            |                    |
| Giuseppe Scarcella    |                    |
| Renato Scarpa         |                    |
| Claudia Rittore       |                    |
| Caterina Altieri      |                    |
| Bruno Cattaneo        |                    |
| Marcello Di Martire   |                    |
| Maria Teresa Piaggio  |                    |
| Anita Saxe            |                    |
| Steffen Zacharias     | Oude eilandbewoner |